# Herbie Crichlow
Herbie Crichlow, egentligen Herbert St. Clair Crichlow, född 26 november 1968 i Storbritannien, är en brittisk-svensk musikproducent, sångare, rappare och låtskrivare, som var medlem av den framgångsrika Cheironstudion.
Under artistnamnet Herbie slog Crichlow igenom i mitten av 1990-talet med albumet Fingers och singlar som I Believe och Right Type of Mood.
Som låtskrivare och producent har Crichlow gjort musik åt artister som Backstreet Boys (bland annat Show Me the Meaning of Being Lonely och Quit Playing Games with My Heart), 5ive (Slam Dunk (Da Funk), Everybody Get Up), Robyn (Do You Know (What It Takes)), E-Type (Hold Your Horses), Leila K (Open Sesame), The Fooo Conspiracy (Fridays Are Forever) och Zayn (TiO).
Crichlow var en av jurymedlemmarna i den andra säsongen av den svenska versionen av Popstars på Kanal 5 (2002), och producerade vinnargruppen Supernaturals album.

## Diskografi

### Låtskrivare
| Artist               | Album                                 | Låt                                   |
| -------------------- | ------------------------------------- | ------------------------------------- |
| 3T                   | Brotherhood                           | "Gotta Be You"                        |
| 5ive                 |                                       | "Everybody Get Up"                    |
| 5ive                 | "It's The Things You Do"              |                                       |
| 5ive                 | "My Song"                             |                                       |
| 5ive                 | "Partyline 555-online"                |                                       |
| 5ive                 | "Serious"                             |                                       |
| 5ive                 | "Shake"                               |                                       |
| 5ive                 | "Slam Dunk (Da Funk)"                 |                                       |
| 5ive                 | "Straight up Funk"                    |                                       |
| 5ive                 | Official song for the N.B.A 1998      |                                       |
| 9 Muses              |                                       | "Hurt Locker"                         |
| Abraham Mateo        |                                       | "Señorita"                            |
| Abraham Mateo        | "Who I Am"                            |                                       |
| Afro Dite            |                                       | "Surrender"                           |
| Al Di-meola          |                                       | "Shame" feat. Joe                     |
| Al Di-meola          | "That's the Truth" feat. Angie Stone  |                                       |
| Alagami              |                                       | "Buggin Like Taps"                    |
| Aleandra Burke       |                                       | "Gotta Go"                            |
| Andy Abrahams        |                                       | "All around the world"                |
| Backstreet Boys      |                                       | "Nobody But You"                      |
| Backstreet Boys      | "Quit Playing Games with My Heart"    |                                       |
| Backstreet Boys      | "Show Me The Meaning Of Being Lonely" |                                       |
| Backstreet Boys      | "That's The Way I Like It"            |                                       |
| Backstreet Boys      | "We've Got It Going On"               |                                       |
| The Baseballs        |                                       | "Let it Go"                           |
| Chuck Anthony        |                                       | "Baby Come Back"                      |
| CLIQ                 |                                       | "Wavey" feat. Alika                   |
| CLIQ                 |                                       | Google Me Feat. Alika & Ms Banks      |
| Dana Dragomir        |                                       | "One man Woman"                       |
| Danny Fernandes      |                                       | "Overdose"                            |
| De De                |                                       | "Party"                               |
| De De                | "What Am I Gonna Do"                  |                                       |
| De De                | Metaphor                              | "I'm In Love"                         |
| De De                | Metaphor                              | "Next To your Heart"                  |
| De De                | I Do                                  | "My Lover"                            |
| De De                | I Do                                  | "Say Say Say"                         |
| Deep Fried           |                                       | "Channel Girl"                        |
| Drain STH            | Freaks Of Nature                      | "Simon Says"                          |
| E-Type               | Made in Sweden                        | "Hold Your Horses"                    |
| E-Type               | Made in Sweden                        | "Me No Want Miseria"                  |
| Ewa Farna            |                                       | " Poznasz mnie, bo to ja"             |
| Ewa Farna            | "Nemám na vybranou (I'm in Love)"     |                                       |
| Ewa Farna            | "Poznasz mnie, bo to ja"              |                                       |
| Faky                 |                                       | "Girl Digger"                         |
| The Fooo Conspiracy  |                                       | "Build a girl"                        |
| The Fooo Conspiracy  | "Fridays are Forever"                 |                                       |
| The Fooo Conspiracy  | "Jump"                                |                                       |
| f(x)                 |                                       | "Toy"                                 |
| Graaf                | Graaf                                 | "You Got What I Want"                 |
| Hatty Keane          |                                       | "In Your Arms"                        |
| Hatty Keane          | "Pointless"                           |                                       |
| Herbie               |                                       | "Silver Surfer" feat. Maja            |
| Herbie               | "The Rush"                            |                                       |
| Herbie               | Fingers                               | "Big Funky Dealer"                    |
| Herbie               | Fingers                               | "Change"                              |
| Herbie               | Fingers                               | "Come Together"                       |
| Herbie               | Fingers                               | "Free"                                |
| Herbie               | Fingers                               | "Gangs to the Max"                    |
| Herbie               | Fingers                               | "I Believe"                           |
| Herbie               | Fingers                               | "Jessica"                             |
| Herbie               | Fingers                               | "Pickit up"                           |
| Herbie               | Fingers                               | "Rainbow Child"                       |
| Herbie               | Fingers                               | "Right Type of Mood"                  |
| Herbie               | Fingers                               | "The Skank"                           |
| Igloo                |                                       | "Never Gonna Take U Back" feat. River |
| Jane Zhang           |                                       | "Together"                            |
| Jessica Folker       |                                       | "Tell Me What You Like"               |
| Jessica Folker       | "Tell Me Why"                         |                                       |
| JIMNY                |                                       | "Waves" feat. Ruby Prophet            |
| Kat De Luna          |                                       | "You Are Only Mine "                  |
| Krishane             |                                       | "Inconsiderate"                       |
| Leila K              | Carousel                              | "Carousel"                            |
| Leila K              | Carousel                              | "Check the Dan"                       |
| Leila K              | Carousel                              | "Close Your Eyes"                     |
| Leila K              | Carousel                              | "Glam"                                |
| Leila K              | Carousel                              | "Massively Massive"                   |
| Leila K              | Carousel                              | "Open Sesame"                         |
| Leila K              | Carousel                              | "Pyramid"                             |
| Leila K              | Carousel                              | "Slow Motion"                         |
| Leila K              | Manic Panic                           | "Come on now"                         |
| Leila K              | Manic Panic                           | "Electric"                            |
| Leila K              | Manic Panic                           | "Rude Boy" feat. Papa Dee             |
| LYSA                 |                                       | "Lights On"                           |
| Maja                 |                                       | "All Night" feat. Herbie              |
| Momo Wu              |                                       | "My Lips"                             |
| Makeyouknowlove MYKL |                                       | "Vitamin "                            |
| Makeyouknowlove MYKL | "Conversation"                        |                                       |
| Makeyouknowlove MYKL | "The Highest"                         |                                       |
| Nataliya             |                                       | "Gone To Stay"                        |
| NG3                  |                                       | "Holler"                              |
| NG3                  | "Keep Yo Head Up"                     |                                       |
| NG3                  | "My Way"                              |                                       |
| NG3                  | "Nasty Girls"                         |                                       |
| NG3                  | "Ng3 for Life"                        |                                       |
| NG3                  | "Ooops Up" feat. Snap!                |                                       |
| NG3                  | "Ready Or Not"                        |                                       |
| NG3                  | "Rumors"                              |                                       |
| NG3                  | "Tainted Love"                        |                                       |
| NG3                  | "The Anthem"                          |                                       |
| Northern Line        |                                       | "Run For Your Life"                   |
| O-Town               |                                       | "Sensitive"                           |
| Private              |                                       | "Hell Ain't a Bad Place to Be"        |
| Red Velvet           |                                       | "Oh Boy"                              |
| Rita Ora             |                                       | "Kiss Me " (Fifty Shades Darker)      |
| Robyn                | Robyn is Here                         | "Do You Know (What It Takes)"         |
| Shinee               |                                       | "Destination"                         |
| Shinee               | "Like a Fire"                         |                                       |
| Shinee               | "Punch Drunk Love"                    |                                       |
| Southside Rockers    |                                       | "Jump"                                |
| Stan Walker          |                                       | "Bully" feat. Herbie Crichlow         |
| Stefanie Heinzmann   |                                       | "Diggin' in the Dirt"                 |
| Super Junior         |                                       | "Stand Up"                            |
| Supernatural         |                                       | "Closer I get to you"                 |
| Supernatural         | "Code Red"                            |                                       |
| Supernatural         | "Dance"                               |                                       |
| Supernatural         | "Don’t Pop me Down"                   |                                       |
| Supernatural         | "I'm Gonna Love you"                  |                                       |
| Supernatural         | "Kryptonite"                          |                                       |
| Supernatural         | "Rock U"                              |                                       |
| Supernatural         | "Show me"                             |                                       |
| Supernatural         | "Supernatural"                        |                                       |
| Sweet California     |                                       | "GoodLovin"                           |
| Taeyeon              |                                       | "Up & Down"                           |
| TVXQ                 |                                       | "Y3K"                                 |
| Ulrich Munther       |                                       | "Crash test Dummies"                  |
| W-ind                |                                       | "Candle Light"                        |
| W-ind                | "Midnight Venus"                      |                                       |
| Waldols People       |                                       | "Bounce"                              |
| Zayn                 |                                       | "TiO"                                 |
| Zayn                 | "Good Years"                          |                                       |
| Zayn                 | "Common"                              |                                       |

## Utmärkelser
- Special Award for outstanding works 1997 UN Non Violence project[2]
- Most played song of the year 1997 ASCAP Award winner[2]
- Most played song of the year 1998 ASCAP Award winner[2]
- Most played song of the year 1999 ASCAP Award winner[2]
- Most played song of the year 2001 ASCAP Award winner[2]